# 文玉珠
文 玉珠（ムン・オクジュ、문옥주）または（ムン・オクチュ）はアジア太平洋戦争韓国人犠牲者補償請求事件（通称：韓国遺族会裁判）における原告の一人。自身が太平洋戦争終結以前に慰安婦であったと述べている。

## 略歴
韓国挺身隊問題対策協議会の調査、および李栄薫が文の手記を検証した結果による。
- 1924年：大邱生まれ[1]。
- 1933年（9歳）：独立運動をしていた父が死亡、家計が大変なので寺子屋や夜間学校で勉強。1937年（13歳）：面倒を見るという日本に住んでいる親戚の家に行くがこき使われたので6ヶ月で帰り、スリッパ工場で時折働く[1]。
- 1940年（満16歳）：友人の家に行った帰りに軍服を着た日本人に腕をつかまれ憲兵隊らしきところへ連れて行かれる。翌日民間人の男に引き渡され汽車に2日乗って中国東北部の逃安城で降り、トラックで慰安所に運ばれた。文原ナミコと名前をつける。主計将校に料理を作るなど気に入られようと努力する[1]。李栄薫によれば、売春宿の経営者、賄い人、他の売春婦20人が地元の大邱出身者であった。故郷の大邱には古くから売春婦斡旋のネットワークがある[3]。
- 1941年9月（1年後）：主計将校が外で所帯を持とうと言ったのを利用して証明書を貰い朝鮮へ帰る[1]。手記には親が亡くなったので懇意にしていた憲兵に便宜を図ってもらったとある[3]。
- 南方へ行くまでの間は、地元の大邱でキーセン養成所に通い、バイトで飲食店で真似事で歌を歌ったり踊りをしている。「体を売る」のは金を稼げると手記にある[3]。
- 1942年7月（18歳）：友人の金がもうかる食堂があるという誘いに乗って「ダメにされた体だから」と思い金を稼ごうと釜山へ行く。朝鮮人経営者に連れられ船でビルマへ。トラックでマンダレーの慰安所へ。金を稼ぐために来たから仕方がないが本当にたくさん軍人が来た。物品管理をしている男と親しくなる。文原ヨシコを名乗る[1]。手記には以前から南方行きの希望があり親に黙って、満州での売春婦仲間８人と船に乗ったとある[3]。
- （7、8箇月後）アキャブへ移動。船でプローム（ピイ）に移動、経営者がいなくなり軍人が直接管理[1]。
- （4、5箇月後）更にラングーンへ、荒れた軍人が多く殺されそうになる。「一度は酒に酔った軍人が出てきて刀を抜いて殺そうとしました。『あんた達を慰安しようと来た私たちに対してそんな事できるの？』となだめましたが、彼は殺気をみなぎらせて私を殺そうとしました。そこで私は死ぬか生きるかの瀬戸際で彼に飛びかかりました。その瞬間びっくりした彼が刀を手放すと私はその刀を取り上げてとっさに胸を刺してしまいました。その軍人は血を流しながら車に載せられて行きは憲兵隊に呼び出されて軍事裁判を受けました。１週間後に釈放されましたがまた軍人達の相手をさせられました」[1]。手記には殺害したとなっている。李栄薫は、当時の軍規によるとあり得ないことで、多少の傷害事件で大目に見てもらったのだろうとしている[3]。
- 手記には、戦況がよくないので危険を感じ廃業を申し出て、仲間と一緒にベトナムから船に乗って帰郷したとある[3]。
- （3、4箇月後）戦況悪化によりタイのバンコクへ移動。1箇月後、アユタヤへ。3、4箇月の間、負傷兵の看護をして終戦を迎える[1]。この間に、20,560円を軍事郵便貯金する。
- 終戦後、タイの収容所へ。親しくなった男は日本へ誘ったが、朝鮮へ帰国[1]。
- 帰国後に料理店を経営し繁盛したが、晩年に貧困となり挺身協の誘いで、慰安婦であったことを公言した[3]。
- 1996年10月：友人や親戚に見放され[3]、72歳で死去[1]。

## 証言履歴
- 慰安婦問題研究家の森川万智子との共著によると、1924年大邱生まれ。生活が苦しく12歳の頃、九州へ働きに行ったが翌年逃げ帰った。キーセンになろうと思ったが兄に反対された。1940年16歳で日本人と朝鮮人の憲兵に呼び止められ、朝鮮人の刑事と一緒に列車にのり、朝鮮人の運営する中国東北部（満州）の慰安所へ強制連行された。1941年17歳で朝鮮半島に逃げ帰り、スリッパ工場で働いた。18歳でキーセン学校へ行き1年で終了し座敷に出るようになった。「食堂で働けば金儲けが出来る」という誘いにのり、1942年7月10日釜山港から船に乗った。ラングーンで慰安婦にさせられる事を朝鮮人の日本軍兵士から聞いて、騙された事を知ったが、同時にやはりそうかと妙に納得した。仲間とビルマに渡り慰安婦にさせられた。ビルマでは、チップが貯まったとして、「千円あれば大邱に小さな家が一軒買える。母に少しは楽をさせてあげられる。晴れがましくて、本当にうれしかった。貯金通帳はわたしの宝物となった」と語り、母親に小さな家が何軒も買える大金を送金したことや、許可を得て5千円を実家に送ったことを語っている。ただし、これは日本兵は「円」と通称していたものの、日本軍の発行した新「ルピー」建ての軍票のことと考えられ、日本軍の乱発によりじきに現地でインフレを招くことが予想され、また、そのインフレが日本や他植民地に流入しないよう、自国に送金しても自国通貨への交換や引出が極めて制限されていて、大金を送金したといっても実質あまり意味がなかった[4][5]。また、現地ビルマにおいても軍票は乱発によってじきに必然的に、さらには日本軍の敗北により急速に価値を失っていっている（参照：#証言内容について）。
- ビルマでの慰安婦時代について「週に一度か二度、許可をもらって外出することができた。人力車に乗って買い物に行くのが楽しみだった。」「ワニ革のハンドバックとハイヒールに緑のレインコート。こんなおしゃれな恰好でサイゴンの街を闊歩した。だれがみたって、私を慰安婦だとは思わなかっただろう。いまも思い出してはなつかしく、得意になってしまう。」「ビルマは宝石がたくさん出るところなので、ルビーや翡翠が安かった。（中略）わたしも一つぐらいもっていたほうがいいかと思い、思い切ってダイヤモンドを買った。」と現地での楽しみを語っている[2]。

- 伊藤孝司編集による証言集[6]によれば、1924年4月、大邱に生まれ、父と母は働いていたが、決まった仕事はなかった。8歳のとき父が亡くなり、私立の夜間学校に通っていたが、貧しかったので3年で中退した。10歳のときから5年間家事手伝いの仕事をした後、15歳から靴下工場で働いた。靴下工場では2、3年働いたが、その後失業し、家で暮らした。顔見知りの朝鮮人に遠い食堂で働けばお金が儲かると言われ、1942年の7月9日家を出て船でビルマのラングーンに到着した。そこで慰安婦になると初めて聞かされ、マンダレーの慰安所へ送られたとなっている。

伊藤は後書きで「この本に収録している証言の内容は100パーセント事実であるとは言えない（略）証言者達は忌まわしい体験から半世紀近く過ぎて高齢化した今、記憶が次第に不確かになっています。（略）どの証言についても可能な限り再度本人に確認をとりましたし、削除した部分もあります。ですからここに収録した証言は証言者の記憶違いによる間違いはあるかもしれませんが、基本的には事実に近い内容であると言えるでしょう」とも書いている。
- 文玉珠の出版された３つ証言からは、1940年の「軍服を着た日本人」による暴力による連行の話は、1992年8月に出版された伊藤孝司の証言集では話されていなかったが[6]、しかし1992年3月から開始された挺対協の調査（朝鮮語版は1993年1月出版）では話したとされ、また1996年出版の森川万智子の聞き取りでも話されている。

## 証言内容について
李栄薫は、憲兵によって満州に連行されたとあるが、文玉珠の故郷の大邱には以前から売春婦の斡旋ネットワークがあり、働き先の満州北部の売春宿(「慰安所」の用語の誤用を修正)には、売春婦の20名全員、世話人や経営者が大邱出身者であること、また釜山から就航する際には、この売春婦仲間８人と自らの意思で南方へ出稼ぎに行ったと述べている。
安秉直は、慰安婦として名乗り出た人の中には事実を歪曲している人もいたことを記し、この調査結果での文玉珠についてはそうしたことはなく証言の信頼性が高いことを、以下のように書いている (以下引用)。 
調査を検討する上で難しかったのは証言者の陳述がたびたび論理的に矛盾することであった。すでに50年前の事なので、記憶違いもあるだろうが証言したくない点を省略したり、適当に繕ったりごちゃ混ぜにしたりという事もあり、またその時代の事情が私たちの想像を越えている事もあるところから起こったことと考えられる。（略）私たちが調査を終えた19人の証言は私たちが自信をもって世の中に送り出すものである。（略）証言の論理的信憑性を裏付けるよう、証言の中で記録資料で確認できる部分はほとんど確認した。
このときの調査では、聞き取りをした人たちは40人、証言が掲載されているのは19人、また調査団体の解説（挺対協会長の鄭鎮星）では「大部分が強制連行の範疇に入る」としており、暴力的手段によるもの、詐欺誘拐によるもの、誘拐拉致によるものを合わせ21件中、20件を強制連行と見ていると思われる。ただし、強制連行という言葉自体に定義上の争いがある。詳しくは強制連行のページ参照。
その後2006年に安は、「強制動員されたという一部の慰安婦経験者の証言はあるが、韓日とも客観的資料は一つもない」「無条件による強制によってそのようなことが起きたとは思えない」と述べ、現在の韓国における私娼窟における慰安婦こそなくすための研究を行うべきであり、共同調査を行った韓国挺身隊問題対策協議会は慰安婦のことを考えるより日本との喧嘩を望んでいるだけであったと非難している。
1992年、慰安婦時代の2年半の間に貯めた郵便貯金2万6145円の返還請求訴訟を行ったが日韓請求権並びに経済協力協定で解決済みとされ敗訴した。それによると、26,245円の貯金から5,000円を朝鮮の実家に送っていたとしている。元慰安婦自身の体験記によれば「千円もあれば故郷の大邱に小さな家が一軒買えた」という。文玉珠はこの貯金について慰安所経営者は給料を支払わなかったが、慰安婦みんなで抗議したら月に数10円程度くれるようになったと述べており、日本兵が使いでのなくなった軍票をチップとしてくれるのでそれらと合わせてこれを貯めてこの郵便預金を作ったと主張した。
戦争末期の日本軍占領地におけるインフレ率は激しく、ビルマでは1941年に対し1945年8月は約1856倍になっていた。こうしたインフレが現地の慰安婦にどの様な影響をもたらしたについては、様々な見解がある（「日本の慰安婦問題#慰安婦の収入をめぐる論争」以下を参照）。
いずれにせよ結局、文玉珠の場合は、戦後、本人が母国に戻ったときには口座が封鎖され、この5,000円を引出せないままとなり、そのことが後の補償要求につながっている。
文玉珠への関心の多くは彼女が慰安婦となった経緯、特に「強制連行」の被害者であったかどうかにあると思われるが、この点についての主な研究者の分析は次のとおりである。
吉見義明は1940年の連行について、「軍服を着た日本人」は軍人なのか国民服を着た民間人なのか確定できないが、民間人の可能性が高いのではないかと分析している。
慰安婦研究で博士論文を書いた尹明淑はその著書(『日本の軍隊慰安所制度と朝鮮人軍隊慰安婦』)で文玉珠のケースを1回目：1940年は拉致（強制連行）、2回目：1942年を就業詐欺と分類している。
秦郁彦は著書で「真偽定かならぬ部分もないわけではない」としている。

## 裁判記録
裁判の内容、経緯についてはアジア太平洋戦争韓国人犠牲者補償請求事件(通称：韓国遺族会裁判)を参照されたい。なお文玉珠は最初の地裁判決が出る前に死去している。
上野千鶴子は、文玉珠の貯金は性交労働の代償でなく、軍人からのお駄賃をため込んだものであり、この訴訟は「名目的な額にしかならない」金銭を要求したものではなく、「道理を求める象徴的な裁判であり、支援者たちにとってもそうであった」と主張している。訴状の請求趣旨に郵便貯金の返還要求は記載されていない。軍事貯金払い戻し請求訴訟は日韓基本条約に付随する日韓請求権並びに経済協力協定で解決済みとして敗訴した。